# Tommy Ramos
Tommy Ramos Nin (né le 29 avril 1986 à Bayamón) est un gymnaste portoricain.

## Biographie
Il a participé à l'épreuve des bagues pour hommes aux Jeux olympiques d'été de 2012 à Londres, où il a terminé six des huit participants.
Ramos a épousé la joueuse de volleyball Vilmarie Mojica le 8 juillet 2017, lors d'une cérémonie à Casa España à San Juan, Porto Rico. Le couple a une fille. Auparavant, il était sorti avec sa collègue gymnaste olympique Catalina Ponor.